# AVR

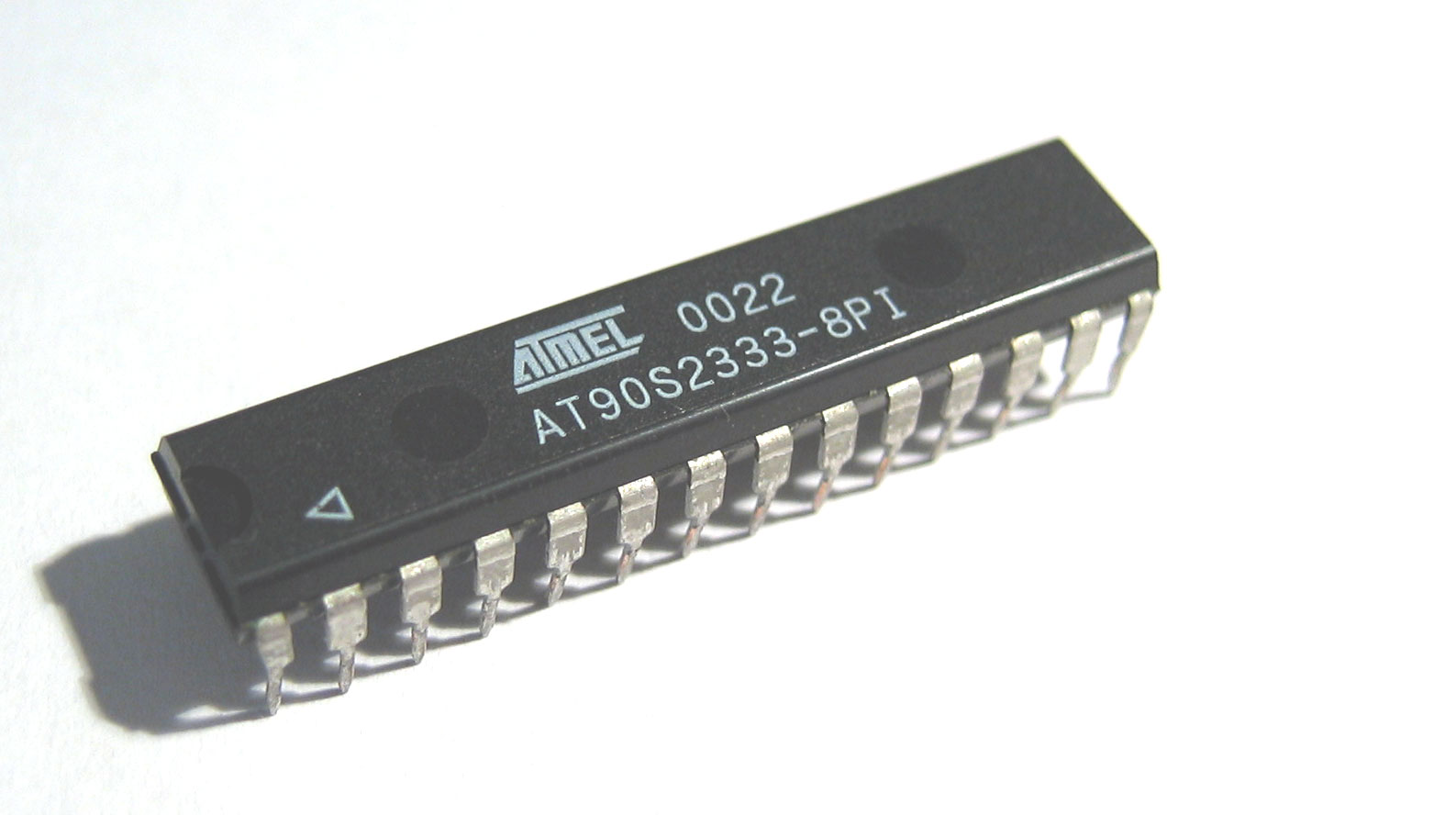
El microcontrolador AT90S2333 de Atmel

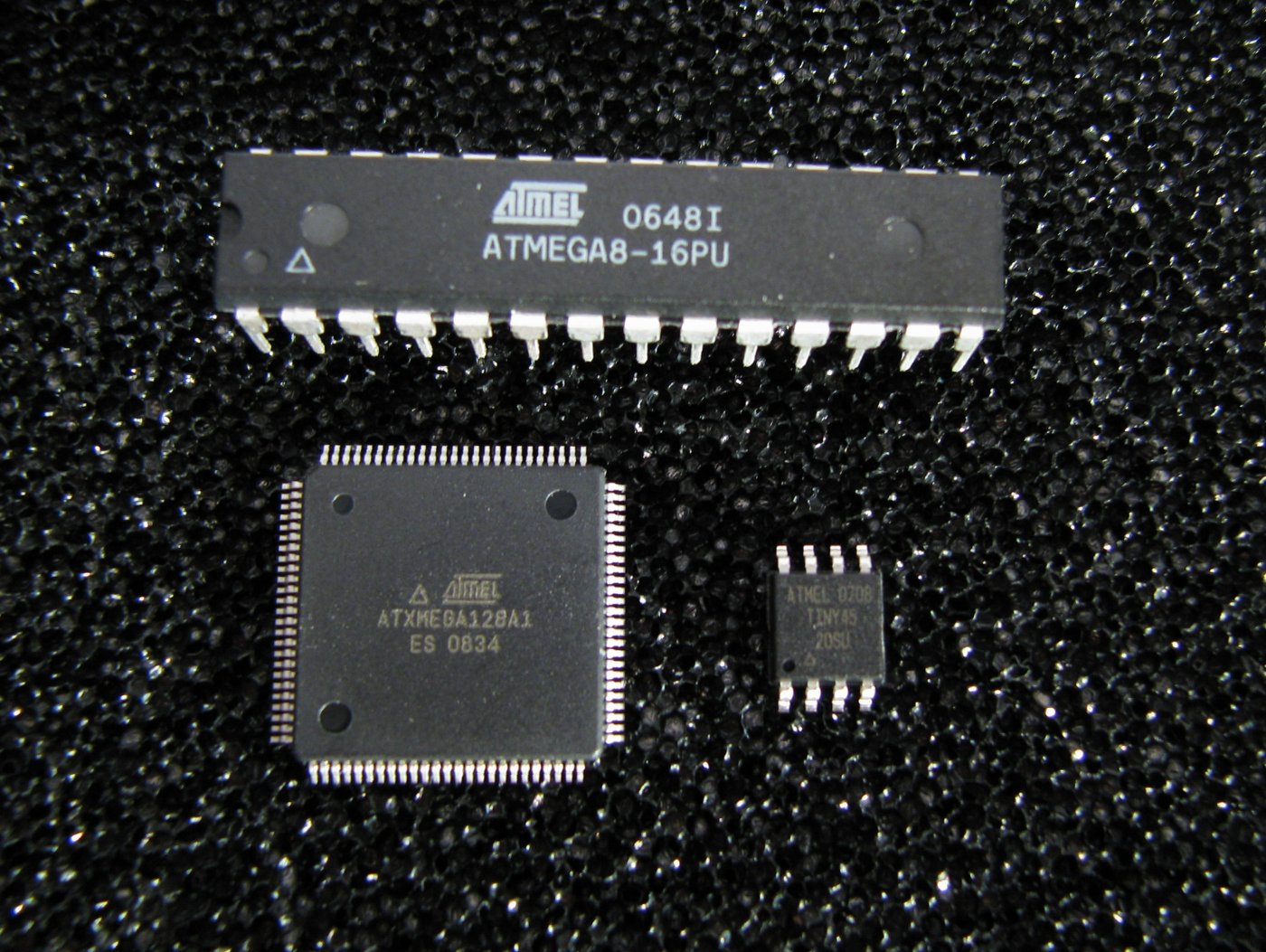
Microcontroladores ATmega, ATXmega y ATtiny

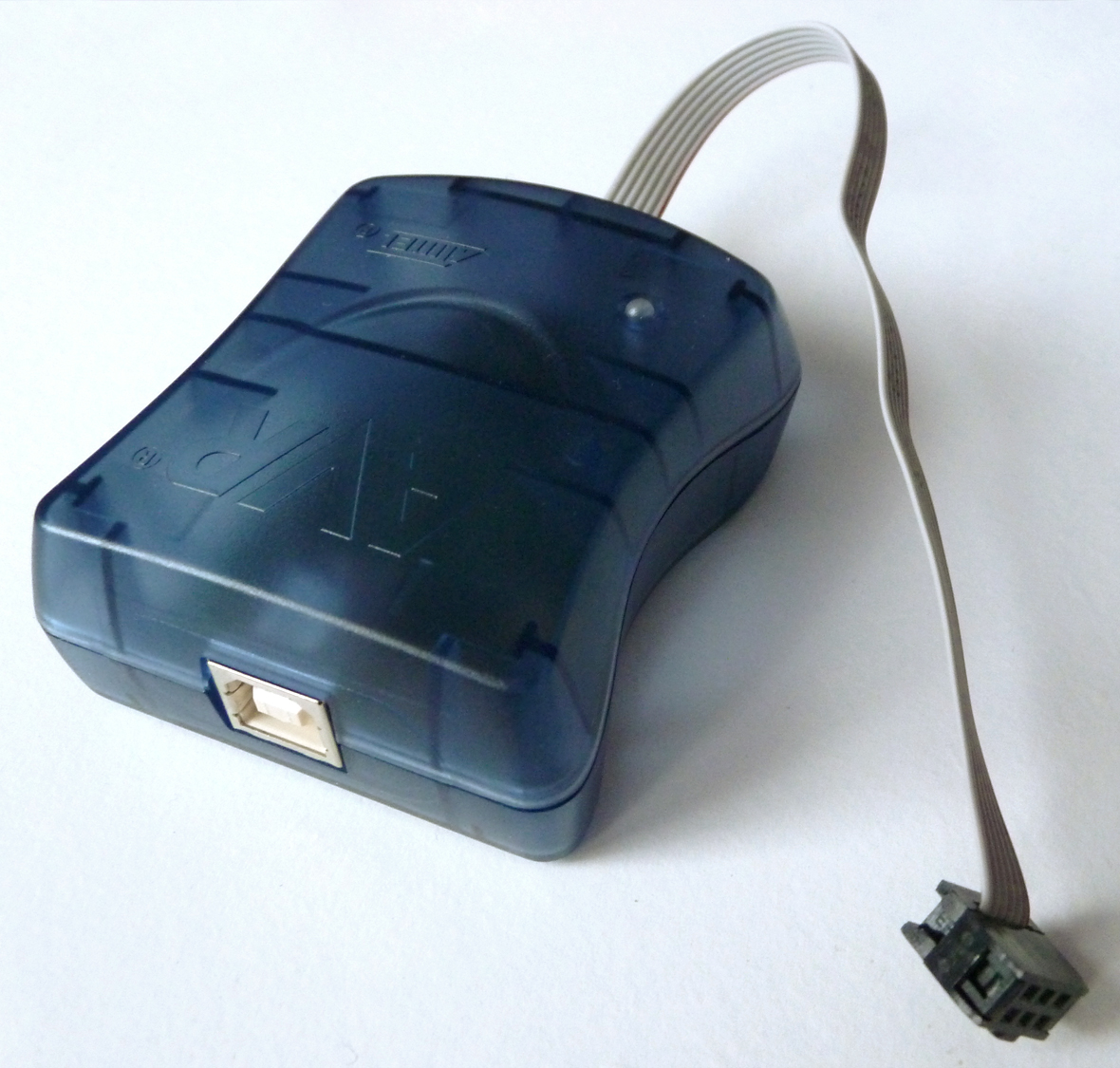
Programador ISP AVRISP mkII de Atmel

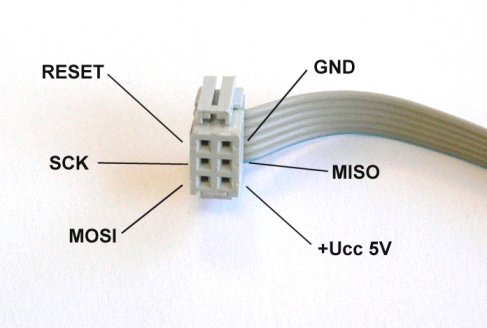
Descripción de pines del cable ISP, tal y como es usado por algunos fabricantes

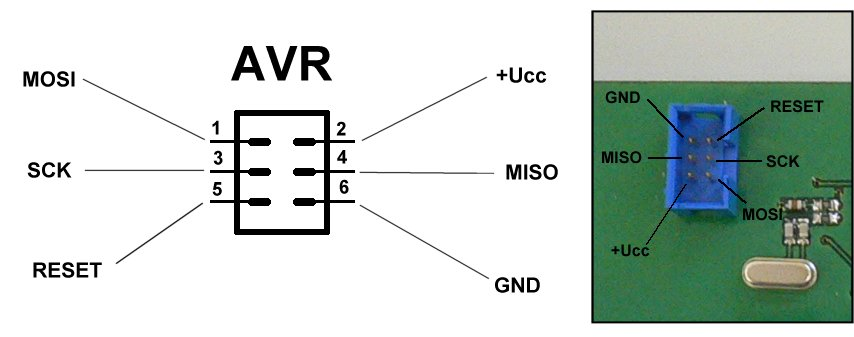
Muestra los pines del conector ISP

Los AVR son una familia de microcontroladores RISC del fabricante estadounidense Atmel, compañía adquirida por Microchip Technology en 2016. La arquitectura de los AVR fue concebida por dos estudiantes en el Norwegian Institute of Technology, y posteriormente refinada y desarrollada en Atmel Norway, la empresa subsidiaria de Atmel, fundada por los dos arquitectos del chip. Cuenta con bastantes aficionados debido a su diseño simple y la facilidad de programación. Se pueden dividir en los siguientes grupos :
- ATxmega: procesadores muy potentes con 16 a 384 kB de memoria flash programable, encapsulados de 44, 64 y 100 pines (A4, A3, A1), capacidad de DMA, eventos, criptografía y amplio conjunto de periféricos con DACs.
- ATmega: microcontroladores AVR grandes con 4 a 256 kB de memoria flash programable, encapsulados de 28 a 100 pines, conjunto de instrucciones extendido (multiplicación y direccionamiento de programas mayores) y amplio conjunto de periféricos.
- ATtiny: pequeños microcontroladores AVR con 0,5 a 8 kB de memoria flash programable, encapsulados de 6 a 20 pines y un limitado conjunto de periféricos.
- AT90USB: ATmega integrado con controlador USB
- AT90CAN: ATmega con controlador de bus CAN
- Tipos especiales: algunos modelos especiales, por ejemplo, para el control de los cargadores de baterías, pantallas LCD y los controles de los motores o la iluminación.
- AT90S: tipos obsoletos, los AVRs clásicos

Bajo el nombre AVR32, Atmel tiene una arquitectura RISC de 32 bits con soporte de DSP y SIMD. A pesar de la similitud de sus nombres y logotipos, las dos arquitecturas tienen poco en común. 
El AVR es una CPU de arquitectura Harvard. Tiene 32 registros de 8 bits. Algunas instrucciones sólo operan en un subconjunto de estos registros. La concatenación de los 32 registros, los registros de entrada/salida y la memoria de datos conforman un espacio de direcciones unificado, al cual se accede a través de operaciones de carga/almacenamiento. A diferencia de los microcontroladores PIC, el stack se ubica en este espacio de memoria unificado, y no está limitado a un tamaño fijo.
El AVR fue diseñado desde un comienzo para la ejecución eficiente de código C compilado. Como este lenguaje utiliza profusamente punteros para el manejo de variables en memoria, los tres últimos pares de registros internos del procesador son usados como punteros de 16 bits al espacio de memoria externa, bajo los nombres X, Y y Z. Esto es un compromiso que se hace en arquitecturas de 8 bits desde los tiempos de Intel 8008, ya que su tamaño de palabra nativo de 8 bits (256 posiciones accesibles) es pobre para direccionar. Por otro lado, hacer que todo el banco superior de 16 registros de 8 bits tenga un comportamiento alterno como un banco de 8 registros de 16 bits, complicaría mucho el diseño, violando la premisa original de su simplicidad. Además, algunas instrucciones tales como 'suma inmediata' ('add immediate' en inglés) faltan, ya que la instrucción 'resta inmediata' ('substract immediate' en inglés) con el complemento dos puede ser usada como alternativa. 
El repertorio de instrucciones AVR está implementado físicamente y disponible en el mercado en diferentes dispositivos, que comparten el mismo núcleo AVR pero tienen distintos periféricos y cantidades de RAM y ROM: desde el microcontrolador de la familia Tiny AVR ATtiny11 con 1KB de memoria flash y sin RAM (sólo los 32 registros), y 8 pines, hasta el microcontrolador ATmega2560 de la familia Mega AVR con 256KB de memoria flash, 8KB de memoria RAM, 4KB de memoria EEPROM, conversor análogo digital de 10 bits y 16 canales, temporizadores, comparador analógico, JTAG, etc. La compatibilidad entre los distintos modelos es preservada en un grado razonable.
Los microcontroladores AVR tienen una segmentación ('pipeline' en inglés) con dos etapas (cargar y ejecutar), que les permite ejecutar la mayoría de las instrucciones en un ciclo de reloj, lo que los hace relativamente rápidos entre los microcontroladores de 8 bits.
El repertorio de instrucciones de los AVR es más regular que la de la mayoría de los microcontroladores de 8 bits (por ejemplo, los PIC). Sin embargo, no es completamente ortogonal:
- Los registros punteros X, Y y Z tienen capacidades de direccionamiento diferentes entre sí (ver más arriba por qué).
- Los registros 0 al 15 tienen diferentes capacidades de direccionamiento que los registros 16 al 31.
- Las registros de I/O 0 al 31 tienen distintas características que las posiciones 32 al 63.
- La instrucción CLR afecta los 'flag', mientras que la instrucción SER no lo hace, a pesar de que parecen ser instrucciones complementarias (dejar todos los bits en 1, y dejar todos los bits en 0, respectivamente).
- Los códigos de operación 0x95C8 y 0x9004 hacen exactamente lo mismo (LPM).

Como los PIC, tiene una comunidad de seguidores (ejemplificadas por el foro de internet AVRFreaks), principalmente debido a la existencia de herramientas de desarrollo gratuitas o de bajo coste. Estos microcontroladores están soportados por tarjetas de desarrollo de costo razonable, capaces de descargar el código al microcontrolador, y por una versión de las herramientas GNU. Esto último es posible por su uniformidad en el acceso al espacio de memoria, propiedad de la que carecen los procesadores de memoria segmentada o por bancos, como el PIC o el 8051 y sus derivados.